# Baudouin IV de Guînes
Baudouin IV de Guînes (-1293), châtelain de Bourbourg, seigneur d'Ardres, d'Audruicq, de Brédenarde, fils d'Arnould III de Guînes et d'Alix de Coucy.
Le père de Baudouin ayant vendu le comté de Guînes à Philippe Auguste, Baudouin ne fut jamais que le prétendant au titre de comte de Guînes, malgré tous les efforts qu'il fit pour reprendre le comté des mains du roi. Le 1er novembre 1283, le Parlement de Paris rend un arrêté selon lequel le chevalier Baudouin de Guînes ne peut être admis à opérer le retrait (retrait lignager), du comté de Guînes, vendu par son père au roi de France. Et en 1293, le Parlement prend un nouvel arrêt défavorable à propos des réclamations de Baudouin contre le roi au sujet des moulins du pays de Bredenarde.
N'ayant eu que deux filles, il fut le dernier descendant de la seconde branche des comtes de Guînes. Bauduin et sa femme ont été inhumés dans l'abbaye de Lannoy en Picardie.

## Mariage et descendance
Baudouin IV, épouse Catherine de Montmorency, fille de Mathieu III de Montmorency et de Jeanne de Brienne :
- Jeanne, épouse de Jean III de Brienne ;
- Blanche.

## Sources
- (nl) Cet article est partiellement ou en totalité issu de l’article de Wikipédia en néerlandais intitulé « Boudewijn IV van Guînes » (voir la liste des auteurs).
- Généalogie Québec
- Histoire de la Maison Royale de France, et des grands officiers de la Couronne - Par Anselme de Sainte-Marie, Ange de Sainte-Rosalie - 1733 - Page 543
- Revue belge et étrangère, Volume 12 - 1861

- Alphonse Wauters, Table chronologique des chartes et diplômes imprimés concernant l'histoire de la Belgique, Bruxelles, 1866 à 1904.